# Thadam
Pour plus de détails, voir Fiche technique et Distribution.
Thadam  est un thriller policier indien en langue tamoul. Il a été produit par les studios de Kollywood, réalisé par Magizh Thirumeni (en) et sorti en 2019. Il met en vedette Arun Vijay, Vidya Pradeep et Tanya Hope.
Le film raconte l’histoire de deux hommes qui se ressemblent comme deux gouttes d'eau, Ezhil et Kavin, le premier étant un ingénieur civil menant une vie paisible et le deuxième étant un voleur pratiquant des arnaques. Lors d’une nuit, les deux hommes sont tourmentés par des difficultés et l’un des deux rentre par effraction chez quelqu’un et commet un meurtre. L’investigation commence, et la scène du film se déplace vers le commissariat local où le chef de la police et son adjudante essaye de réunir les preuves et tentent de démêler qui de Ezhil ou Kavhin est le vrai tueur.
Thadam a bénéficié d'un certain succès commercial en Inde. Deux nouvelles versions du film sont en cours de réalisation sous des langues différentes. L'un en langue Telugu et l'autre en langue Hindi.

## Synopsis

### Les protagonistes
On suit Ezhil, travaillant sur un nouveau projet de construction d’immeuble pendant que Kavin une personne lui ressemblant très fortement escroque les gens à l’aide de son ami et complice Suruli.
Ezhil tombe amoureux de Deepika pendant qu’une autre fille se prénommant Ananthi aime Kavin ignorant tout de ses activités de carottier. Un jour Kavin essaye d’aider son associé Suruli à payer ses dettes de jeu en mettant en place une escroquerie visant Ananthi. Celle-ci découvre la vérité mais décide néanmoins de lui donner l’argent. Durant la nuit, on suit les deux protagonistes Ezhil et Kavin dans une spirale négative et l’un d’entre eux (sans que l’on sache qui) pénètre dans une maison et poignarde sauvagement le propriétaire Akash.

Le jour d’après Kavin paye la dette de Suruli. Il rembourse ensuite Ananthi en lui avouant lui avoir pris l’argent sous une fausse raison et regagne sa confiance.

### Début de l’enquête

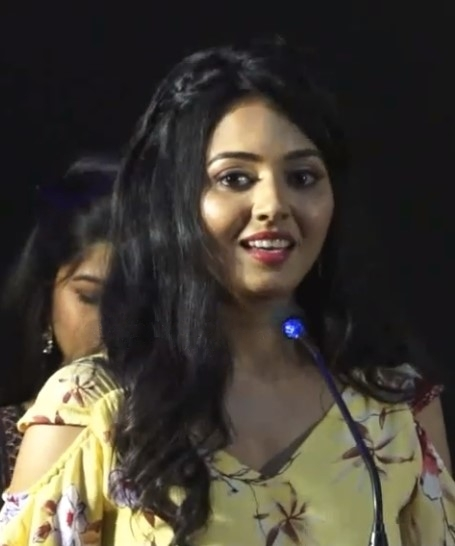
Vidya Pradeep dans le rôle de l'inspectrice.

L’investigation du meurtre de Akash commence et une photo est découverte avec en arrière plan la présence soit de Ezhil soit de Kavin. Les deux sont amenés au commissariat indépendamment sans que l’un soit au courant de la présence de l’autre. L’inspecteur en chef, Gopalakrishnan a un différend avec Ezhil à la suite d'une veille histoire. Il le torture et souhaite l’inculper au plus vite par vengeance personnelle. Ezhil révèle que sa voiture est tombée en panne durant la nuit et qu’il a fait appel à un taxi. Quant à Kavin, échappe à la torture en citant plusieurs lois protégeant les suspects en garde à vue. L’enquête est alors assignée à l’inspectrice Malarvizhi. Elle retrouve un ami de Akash et lui montre la photo de Ezhil/Kavin mais il refuse de l’identifier. Elle interroge aussi Surulli et lui demande de ne pas quitter la ville, néanmoins il s’enfuira.

### Le passé des deux jumeaux
L’inspectrice comprend ensuite le conflit entre Ezhil et Gopalakrishnan né du fait qu’il a aidé la fille de l’inspecteur en chef à s’enfuir avec un homme d’une caste différente. Un expert de la police scientifique informe Malarvizhi qu’un cheveu n’appartenant pas à la victime a été découvert sur la scène du crime et qu’un test ADN va bientôt être effectué. Pendant ce temps au commissariat Ezhil tente de s’échapper et tombe nez à nez avec son double Kavin. Un combat violent s’ensuit, mettant à sac le commissariat. Kavin et Ezhil se révèle être des vrais jumeaux, confirmé par l’analyse ADN. 
Ils confessent leur histoire d’enfance : leurs parents ont divorcé, Kavin partira vivre avec sa mère et Ezhil avec son père. La mère des deux jumeaux, tombera dans l’addiction des jeux d’argent et refusera d’être aidé. Un jour elle essayera de convaincre Kavin qu’elle arrêtera de jouer mais se donnera la mort. Kavin est donc pris en charge par son père et vivra avec son frère Ezhil. Des disputes naissent entre les deux et à la mort du père, Kavin ambitionnera d’étudier le droit mais abandonnera à la suite de ses problèmes scolaires. Kavin va nourrir ensuite un désir de vengeance envers Ezhil lorsque celui-ci croira à tort que Kavin avait volé l’anneau de mariage de leur mère. Ezhil dénoncera Kavin à la police qui se fera rouer de coup, et Ezhil réalisera son erreur lorsque l’anneau de mariage était toujours présent dans la maison.

### L'aide de Kavin
De retour au commissariat, Gopalakrishnan qui veut toujours piéger Ezhil, apprend la présence d’un alibi, le disculpant du meurtre. Il découvre aussi la preuve que Kavin a payé les dettes de jeu de son ami Surulli après avoir amassé l’argent en jouant aux cartes et non en dérobant la maison de Akash. Le tribunal procédera à l’acquittement des deux jumeaux, car même s’il a la preuve que l’un d'eux est le meurtrier, il est impossible de savoir lequel des deux jumeaux a commis le crime.
Après le procès, Malazvizhi, appelle plus tard un ami de Akash et apprend que Deepika est l’amoureuse de Ezhil, justifiant le mobile du meurtre. On apprendra que Ezhil a commis le meurtre quand celui-ci prendra connaissance de l’enlèvement de Deepika par Akash pour la violer et la droguer jusqu’à la mort. Des flashbacks montreront Kavin aide Ezhil à ne pas se faire inculper, comprenant que son frère a tué Akash pour venger Deepika.
Plus tard, Ezhil et Kavin prennent la route ensemble et Kavin expliquera que l’enquête ne pourra jamais être rouverte, le secret étant partagé avec l’inspectrice Malarvizhi qui a créé à son insu un alibi de toutes pièces, l’empêchant de révéler le complot puisqu’elle devient à ce moment-là complice des deux jumeaux.

### Dénouement
Ezhil donnera une photo de leur mère à son frère et pars pour Mumbai tandis que Kavin pars pour Copenhague et promet de ne jamais revenir. Le film se termine sur une scène où un officier apprend que des dossiers similaires à l’affaire des deux jumeaux sont signalés dans d’autres pays.

## Distribution
- Arun Vijay (en) : Jouant le rôle de Ezhil et Kavin
- Tanya Hope (en) : Deepika
- Smruthi Venkat : Ananthi
- Vidya Pradeep : L'adjudante Malarvizhi
- Sonia Agarwal : Lakshmi, mère de Ezhil et Kavin
- FEFSI Vijayan (en) : Chef Inspecteur M. Gopalakrishnan
- Yesakkiappan : Aakash
- Yogi Babu : Suruli, ami de Kavin

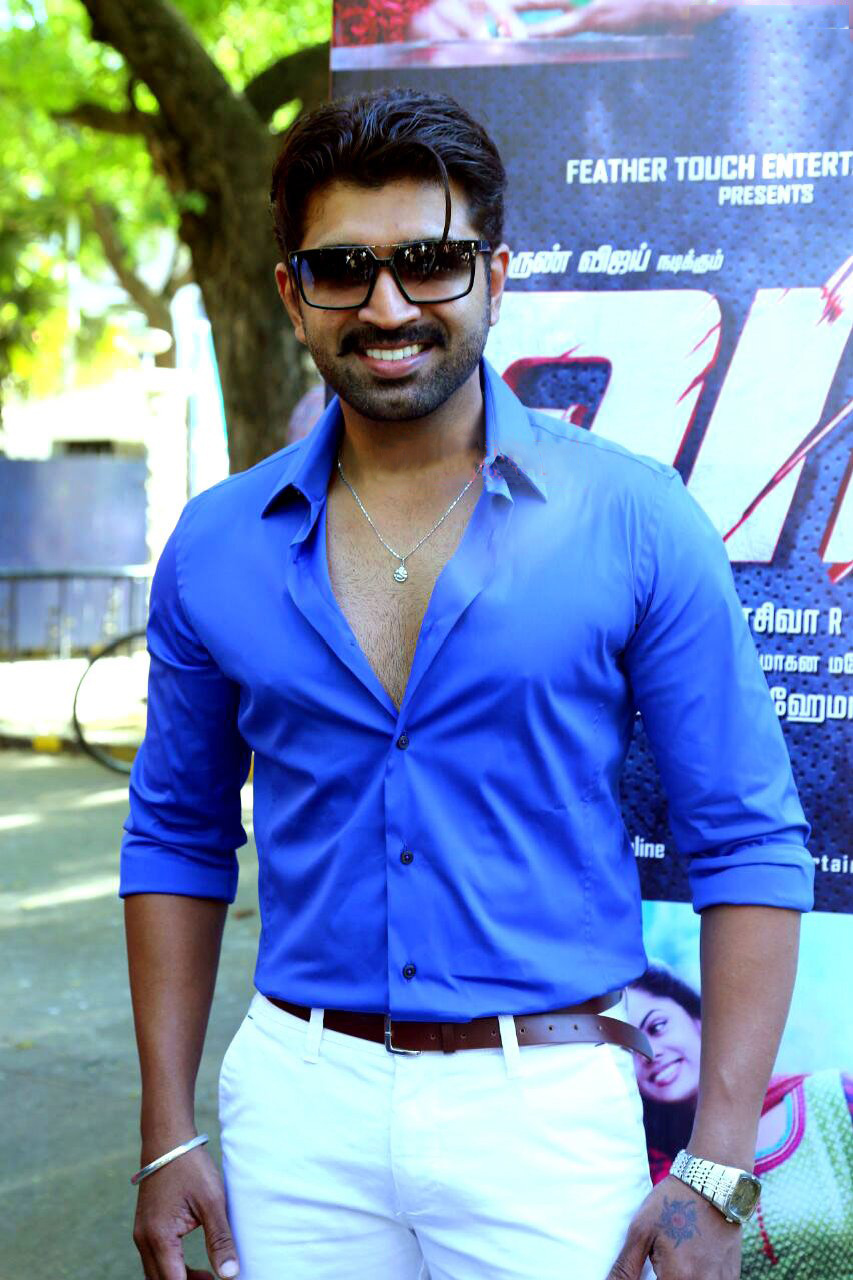
Arun Vijay en 2015.
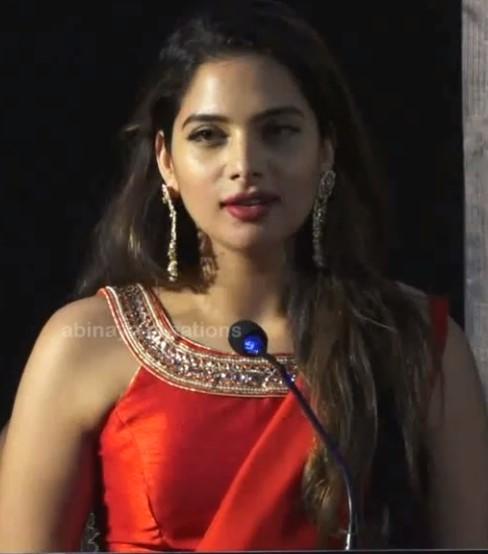
Tanya Hope en 2019.
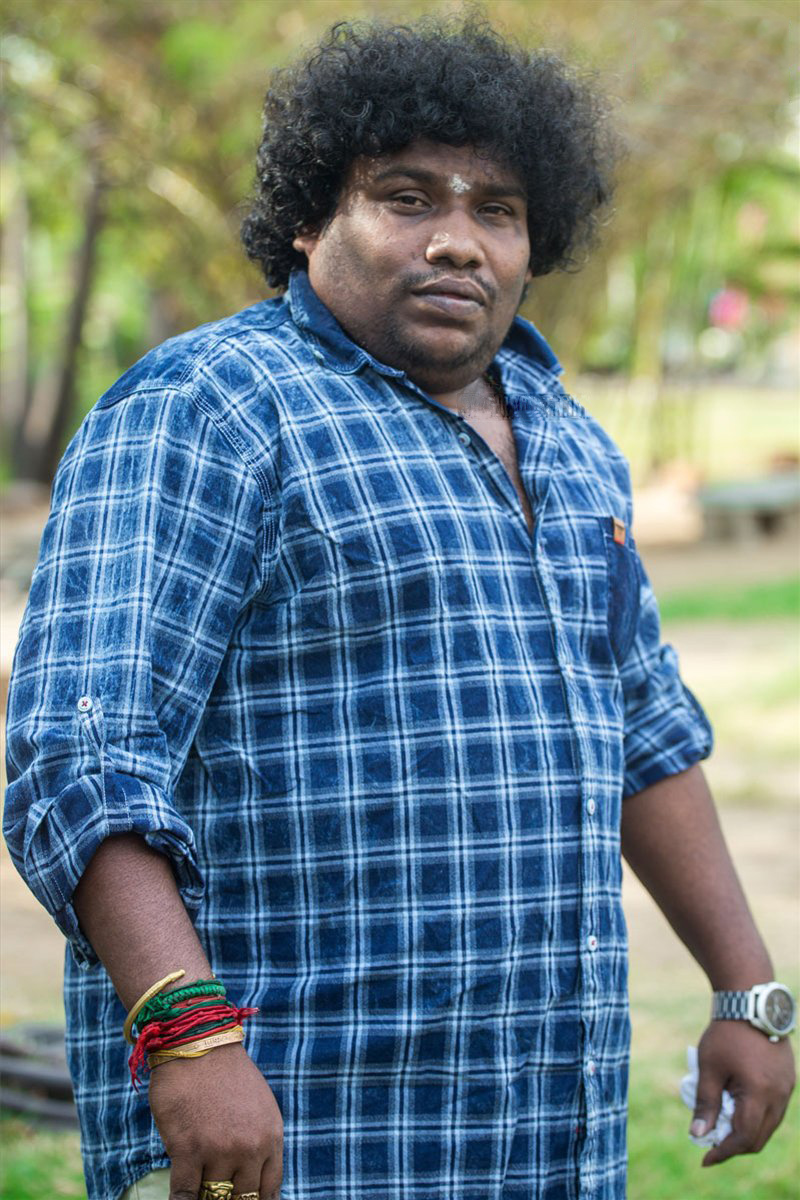
Yogi Babu en 2018.
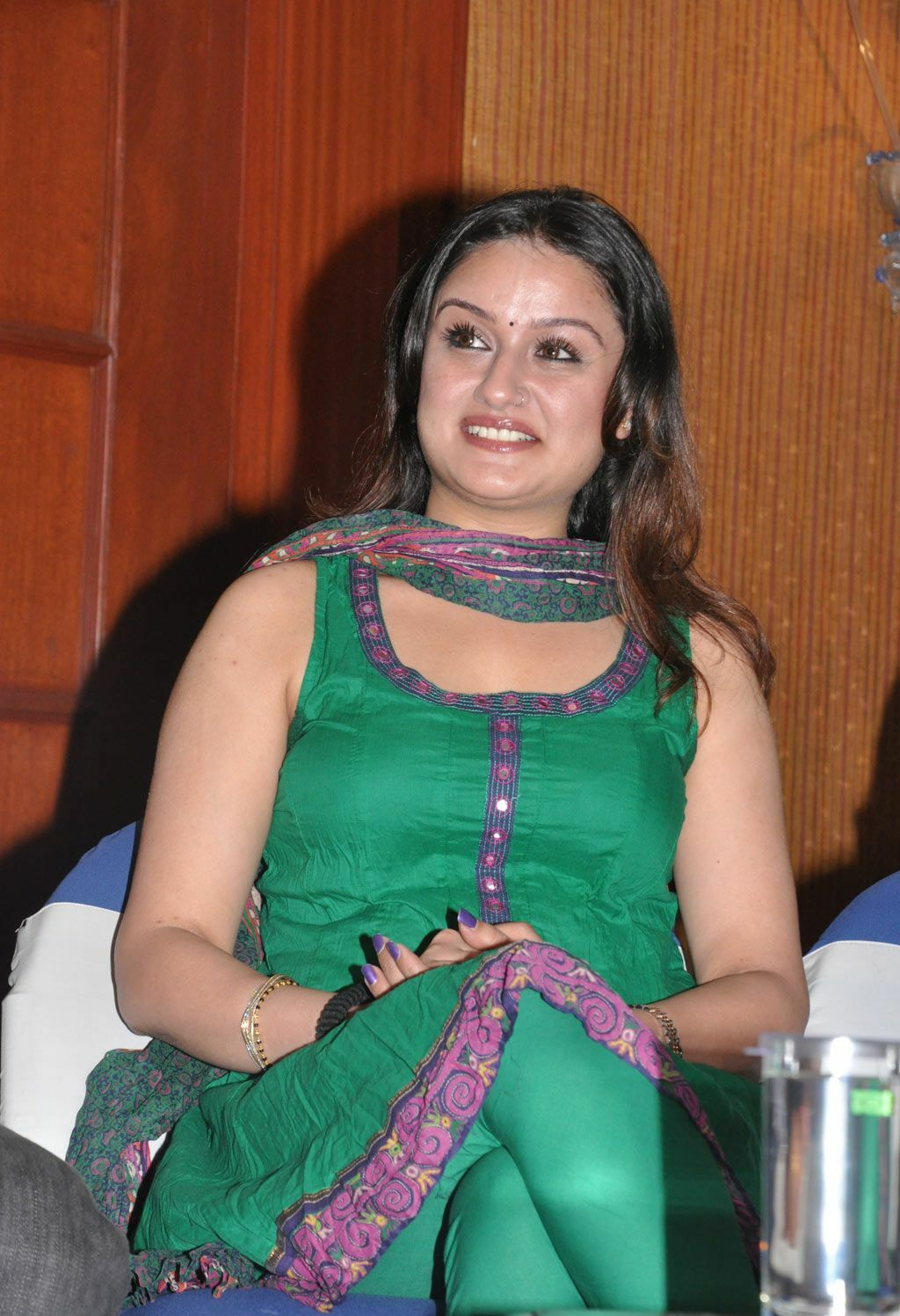
Sonia Agarwal en 2012.

## Production
En mars 2017, Arun Vijay annonce qu'il travaille sur un film réalisé par Magizh Thirumeni, leur duo ayant déjà travaillé ensemble sur le film Thadaiyara Thaakka (2012).
Thadam est inspiré de faits réels. Produit en langue Tamoul, le film issu des studios de Kollywood, reprend les codes du cinéma indien, mêlant chorégraphie et chanson, drame et violence tout en intégrant des situations burlesques.
Un remake a été produit en langue Telugu : Red dont sa sortis prévu en avril 2019 a été repoussé pour 2021. Une autre version en langue Hindi est en cours de production.

## Accueil du public et critiques
Le film a été globalement bien accueilli par le public et par la presse félicitant notamment l'acteur Arun Vijay jouant le double rôle des jumeaux,.
Le journal The Indian Express apprécie en plus la prestation de Vidya Pradeep dans le rôle de l'inspectrice et ajoute que même s'il y a certains moments farfelus, la tension reste haletante. La fin du film est très réussie et fait oublier certaines imprécisions de la mise en scène.

## Bande originale
La bande originale du film est composée par Arun Raj marquant ses débuts en tant que compositeur.
| No | Titre                    | Interprètes                               | Durée |
| -- | ------------------------ | ----------------------------------------- | ----- |
| 1. | Inayae                   | Sid Sriram, Padmalatha                    | 3:35  |
| 2. | Tappu Thanda             | V. M. Mahalingam, Arun Raj, Rohit Sridhar | 3:40  |
| 3. | Vidhi Nadhiyae           | L. V. Revanth                             | 3:20  |
| 4. | Thadam Theme             | Arun Raj                                  | 2:00  |
| 5. | Vidhi Nadhiyae (reprise) | Arun Raj                                  | 3:28  |

## Sources
- (en) Cet article est partiellement ou en totalité issu de l’article de Wikipédia en anglais intitulé « Thadam » (voir la liste des auteurs).